# Marc Wilmet
Marc Wilmet (Charleroi, 28 de agosto de 1938-10 de noviembre de 2018) fue un lingüista belga, profesor en la Universidad Libre de Bruselas.

## Biografía
Marc Wilmet fue miembro de la Real Academia de la Lengua y de la Literatura Francesa y fue premiado en 1986 con el Premio Francqui.
Presidió el Consejo Superior de la Lengua Francesa de la Comunidad Francesa de Bélgica y fue miembro del Consejo Superior de la Lengua Francesa de Francia.

## Obras
- Grammaire critique du français. Éd. Duculot, 2007. ISBN 978-2-8011-1403-2
- Le participe passé autrement: protocole d'accord, exercices et corrigés. Éd. Duculot, 1999. ISBN 9782801112564
- Le système de l'indicatif en moyen français: Etude des “tiroirs” de l'indicatif dans les farces, sotties et moralités françaises des 15e et 16e siècles. Éd. Droz, 1970. ISBN 9782600028110